# O᷆
Cette page contient des caractères spéciaux ou non latins. S’ils s’affichent mal (▯, ?, etc.), consultez la page d’aide Unicode.
O᷆, appelé O macron-grave, est un graphème utilisé dans l’écriture du bassa.
Il s'agit de la lettre O diacritée d'un macron-grave.

## Représentations informatiques
Le O macron-grave peut être représenté avec les caractères Unicode suivants :
- décomposé (latin de base, diacritiques)[1],[2] :

| formes    | représentations | chaînes de caractères | points de code | descriptions                                       |
| --------- | --------------- | --------------------- | -------------- | -------------------------------------------------- |
| capitale  | O᷆               | O◌᷆                    | U+004F U+1DC6  | lettre majuscule latine o diacritique macron-grave |
| minuscule | o᷆               | o◌᷆                    | U+006F U+1DC6  | lettre minuscule latine o diacritique macron-grave |